# Combat d'Aqareb et Maboujé
Guerre civile syrienne
Batailles
Le combat d'Aqareb et Maboujé a lieu lors de la guerre civile syrienne.

## Déroulement
Le 18 mai 2017, à l'aube, les djihadistes de l'État islamique bombardent puis lancent un assaut contre les villages d'Aqareb et Maboujé, dans l'est du gouvernorat de Hama. Aqareb est un village ismaélien, tandis que Maboujé est peuplé de sunnites, de jafarites et d'ismaéliens. Le premier jour, les hommes de l'État islamique s'empare de la totalité d'Aqareb et de la moitié de Maboujé. Cependant le lendemain, les loyalistes parviennent à reprendre les positions perdues,.

## Pertes
Dans un premier bilan l'Observatoire syrien des droits de l'homme affirme que l'attaque a fait 52 morts,. L'agence Sana donne également un bilan de 52 morts, dont 20 civils d'Aqareb, pour la plupart décapités et démembrés,.
Le 19 mai, l'OSDH revoit ses bilans à la hausse : au moins 26 djihadistes de l'État islamique et 27 miliciens des Forces de défense nationale sont tués lors de l'offensive, ainsi qu'au moins 25 civils, dont quatre femmes et cinq enfants.